# Ирапуато (муниципалитет)
Ирапуато (исп. Irapuato) — муниципалитет в Мексике, штат Гуанахуато, с административным центром в одноимённом городе. Численность населения, по данным переписи 2010 года, составила 529 440 человек.

## Общие сведения
Название Irapuato с языка тараско можно перевести как место приземистых домов.
Площадь муниципалитета равна 851 км², что составляет 2,78 % от общей площади штата, а наивысшая точка расположена в поселении Тамаула и равна 2205 метрам.
Ирапуато граничит с другими муниципалитетами штата Гуанахуато: на севере с Силао и Гуанахуато, на востоке с Саламанкой, на юге с Пуэбло-Нуэво, на западе с Абасоло, и на северо-западе с Ромитой.

## Учреждение и состав
Муниципалитет был образован в 1824 году, в его состав входит 479 населённых пунктов, самые крупные из которых:
| Код INEGI | Населённый пункт                                                              | Численность населения (2005 год) | Численность населения (2010 год) |
| --------- | ----------------------------------------------------------------------------- | -------------------------------- | -------------------------------- |
| 017       | Всего                                                                         | 463103                           | 529440                           |
| 0001      | Ирапуато (исп. Irapuato) 20°40′27″ с. ш. 101°20′51″ з. д.                     | 342561                           | 380941                           |
| 0059      | Арандас (исп. Arandas) 20°43′29″ с. ш. 101°22′19″ з. д.                       | 3973                             | 7722                             |
| 0161      | Сан-Роке (исп. San Roque) 20°35′59″ с. ш. 101°20′34″ з. д.                    | 5057                             | 5563                             |
| 0359      | Вильяс-де-Ирапуато (исп. Villas de Irapuato) 20°41′14″ с. ш. 101°24′19″ з. д. | 4774                             | 5199                             |
| 0062      | Ла-Калера (исп. La Calera) 20°48′04″ с. ш. 101°20′03″ з. д.                   | 5818                             | 4665                             |
| 0138      | Сан-Кристобаль (исп. San Cristóbal) 20°39′27″ с. ш. 101°28′33″ з. д.          | 3525                             | 4439                             |
| 0099      | Ло-де-Хуарес (исп. Lo de Juárez) 20°46′06″ с. ш. 101°20′28″ з. д.             | 3949                             | 4378                             |
| 0095      | Альдама (исп. Aldama) 20°48′59″ с. ш. 101°18′48″ з. д.                        | 3705                             | 4175                             |
| 0068      | Каррисаль-Гранде (исп. El Carrizal Grande) 20°42′31″ с. ш. 101°18′12″ з. д.   | 2832                             | 3113                             |
| 0177      | Томелопитос (исп. Tomelopitos) 20°35′44″ с. ш. 101°22′09″ з. д.               | 2946                             | 2981                             |
| 0081      | Куарта-Бригада (исп. Cuarta Brigada) 20°37′19″ с. ш. 101°16′48″ з. д.         | 2459                             | 2973                             |
| 0082      | Кучикуато (исп. Cuchicuato) 20°39′39″ с. ш. 101°27′43″ з. д.                  | 2755                             | 2896                             |
| 0181      | Валенсьянита (исп. Valencianita) 20°44′47″ с. ш. 101°17′55″ з. д.             | 2327                             | 2800                             |

## Экономика
По статистическим данным 2000 года, работоспособное население занято по секторам экономики в следующих пропорциях: сельское хозяйство, скотоводство и рыбная ловля — 9,1 %, промышленность и строительство — 32,8 %, сфера обслуживания и туризма — 55,6 %, прочее — 2,5 %.

## Инфраструктура
По статистическим данным 2010 года, инфраструктура развита следующим образом:
- электрификация: 94,4 %;
- водоснабжение: 97,6 %;
- водоотведение: 94,4 %.

## Фотографии

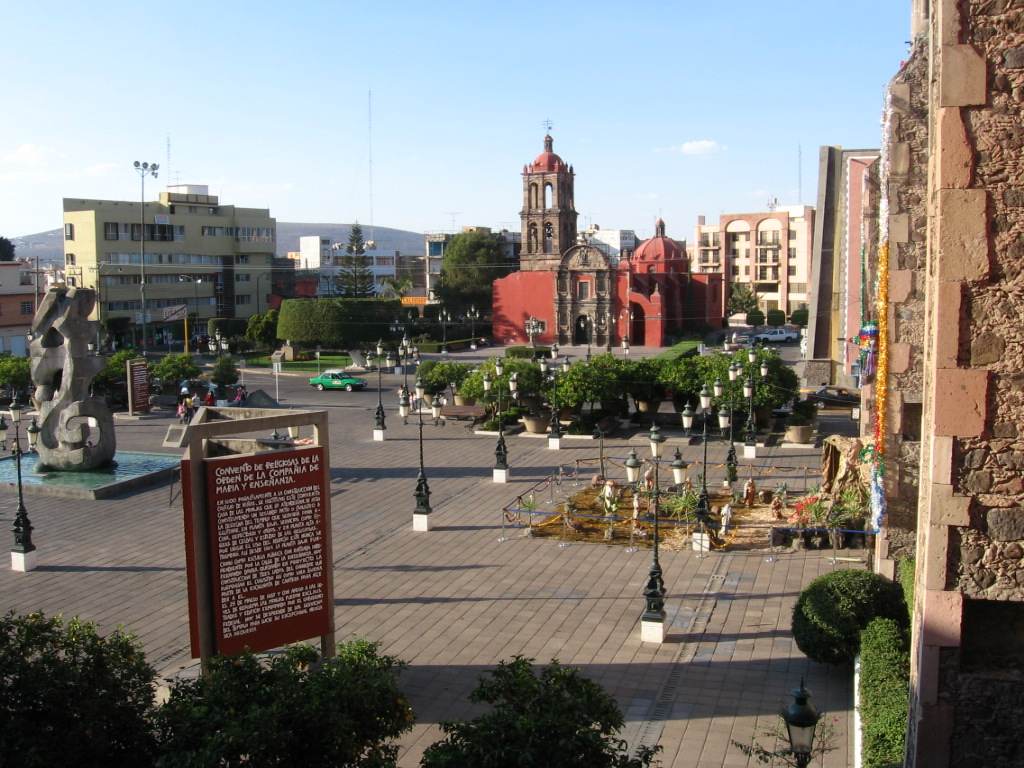
Исторический центр
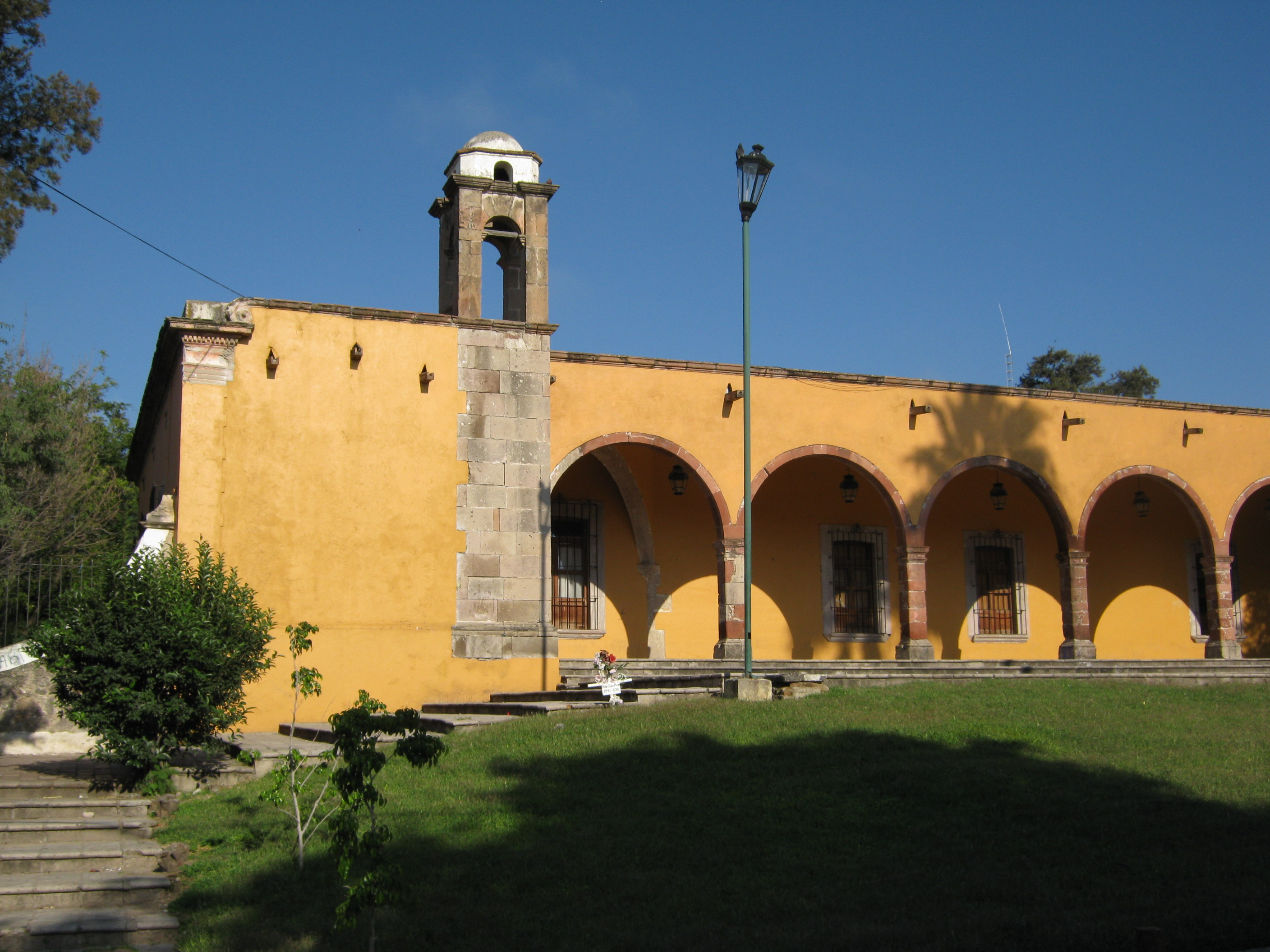
Бывшая асьенда
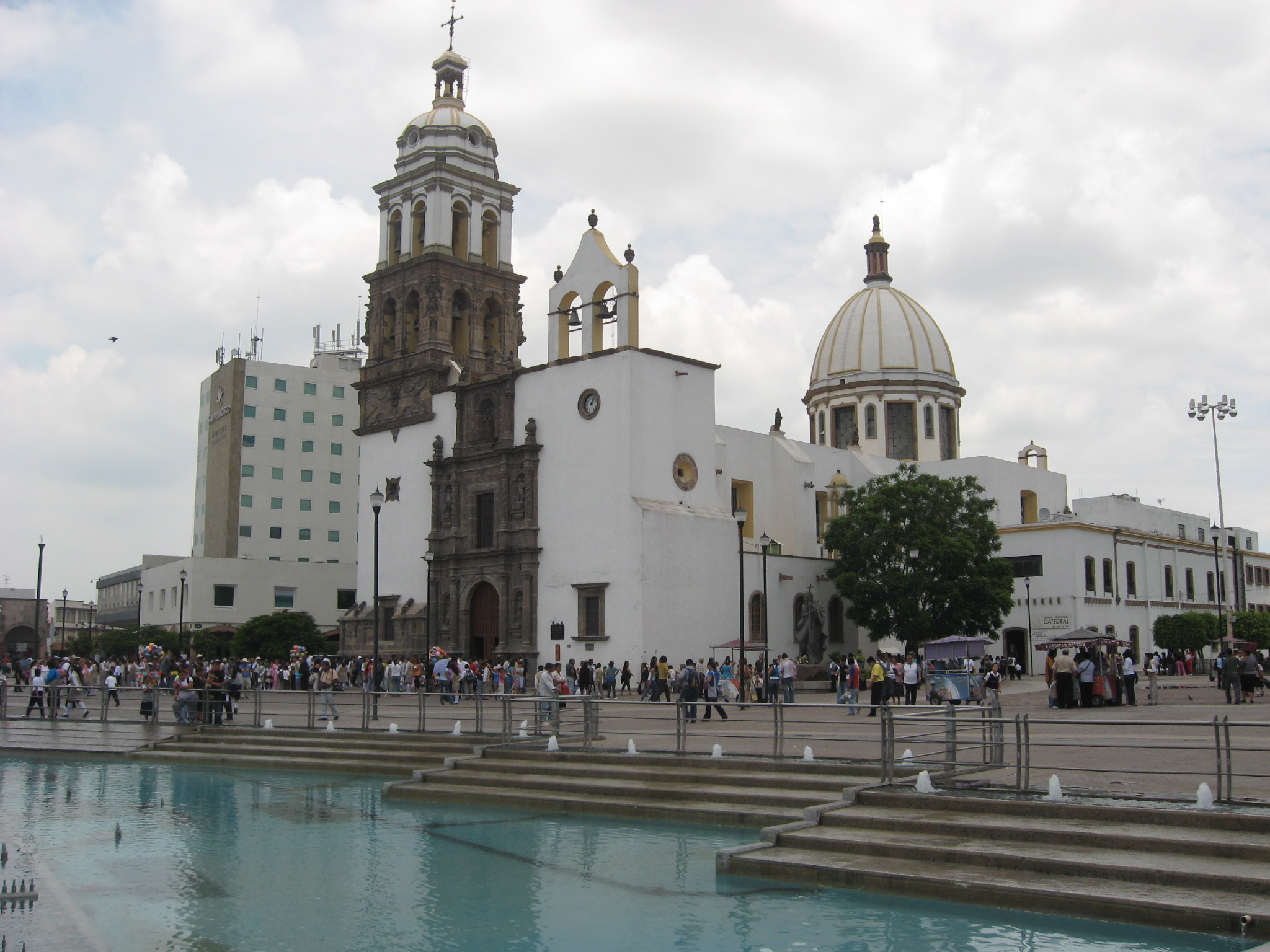
Кафедральный собор